# Liar (アルバム)
『Liar －Kyoko Kyozumi Ⅸ－』（ライアー）は、小泉今日子の9枚目のオリジナル・アルバム。1986年7月23日にビクター音楽産業から発売された。
帯のキャッチコピーは「素直じゃなくて、ごめんね。」

## 概要
シングル「100%男女交際」のアルバムバージョンを含む全10曲を収録。
タイトル曲でもある1曲目「Liar」には、小泉本人による多重コーラスが用いられている。レコーディングは神奈川県横須賀市の観音崎にあるマリンスタジオで、ヴォーカル合宿を実施して行われた。
2008年5月21日には「100%男女交際」のB面曲「自由な太陽」と、本作の直前に発売されたシングル「夜明けのMEW」のB面曲「Non Non Non」が追加収録された『Liar+2』が紙ジャケット仕様でリリースされた。

## 収録曲

### LP／CT
| #  | タイトル             | 作詞          | 作曲     | 編曲     | 時間 |
| -- | -------------------- | ------------- | -------- | -------- | ---- |
| 1. | 「Liar」             | 美夏夜        | 佐藤健   | 米光亮   | 2:15 |
| 2. | 「I Love You」       | 野村義男      | 野村義男 | 米光亮   | 4:48 |
| 3. | 「美しきグロテスク」 | 巻上公一・EPO | EPO      | 鷺巣詩郎 | 3:58 |
| 4. | 「青い鳥」           | 野村義男      | 野村義男 | 米光亮   | 3:37 |
| 5. | 「Friendly You」     | EPO           | EPO      | 鷺巣詩郎 | 3:22 |

| #  | タイトル                       | 作詞           | 作曲                 | 編曲       | 時間 |
| -- | ------------------------------ | -------------- | -------------------- | ---------- | ---- |
| 1. | 「青春天国」                   | 川村真澄       | 井上ヨシマサ         | 見岳章     | 3:37 |
| 2. | 「おネエさんはタダ者じゃない」 | あさくらせいら | 水谷公生             | 水谷公生   | 4:18 |
| 3. | 「100%男女交際」(Version Ⅱ)    | 麻生圭子       | 馬飼野康二           | 山川恵津子 | 3:52 |
| 4. | 「恋の接近法」                 | 川村真澄       | タケカワユキヒデ     | 大谷和夫   | 3:37 |
| 5. | 「青春でゆこうよ」             | 秋元康         | 久保田利伸・羽田一郎 | 大谷和夫   | 4:07 |

### Liar＋2
- 2008年5月21日発売。全曲デジタルリマスター盤・紙ジャケット仕様[5]。新たに2曲がボーナス・トラックとして追加収録された[4]。

| #   | タイトル                       | 作詞           | 作曲                 | 編曲       | 時間 |
| --- | ------------------------------ | -------------- | -------------------- | ---------- | ---- |
| 1.  | 「Liar」                       | 美夏夜         | 佐藤健               | 米光亮     | 2:15 |
| 2.  | 「I Love You」                 | 野村義男       | 野村義男             | 米光亮     | 4:48 |
| 3.  | 「美しきグロテスク」           | 巻上公一・EPO  | EPO                  | 鷺巣詩郎   | 3:58 |
| 4.  | 「青い鳥」                     | 野村義男       | 野村義男             | 米光亮     | 3:37 |
| 5.  | 「Friendly You」               | EPO            | EPO                  | 鷺巣詩郎   | 3:22 |
| 6.  | 「青春天国」                   | 川村真澄       | 井上ヨシマサ         | 見岳章     | 3:37 |
| 7.  | 「おネエさんはタダ者じゃない」 | あさくらせいら | 水谷公生             | 水谷公生   | 4:18 |
| 8.  | 「100%男女交際」(Version Ⅱ)    | 麻生圭子       | 馬飼野康二           | 山川恵津子 | 3:52 |
| 9.  | 「恋の接近法」                 | 川村真澄       | タケカワユキヒデ     | 大谷和夫   | 3:37 |
| 10. | 「青春でゆこうよ」             | 秋元康         | 久保田利伸・羽田一郎 | 大谷和夫   | 4:07 |

| #   | タイトル        | 作詞         | 作曲     | 編曲       |
| --- | --------------- | ------------ | -------- | ---------- |
| 11. | 「自由な太陽」  | 荒木とよひさ | 山崎稔   | 山川恵津子 |
| 12. | 「Non Non Non」 | 秋元康       | 筒美京平 | 武部聡志   |

### 曲解説
1. Liar
アルバムタイトル曲。
2. I Love You
3. 美しきグロテスク
4. 青い鳥
5. Friendly You
6. 青春天国
7. おネエさんはタダ者じゃない
8. 100%男女交際（Version Ⅱ）
18thシングル表題曲のアルバム・バージョン。
9. 恋の接近法
10. 青春でゆこうよ

#### Liar＋2 ボーナス・トラック
1. 自由な太陽
18thシングル「100%男女交際」のB面曲。
2. Non Non Non
19thシングル「夜明けのMEW」のB面曲。

## 参考資料
- 小泉今日子『Liar+2』（ライナーノーツ）ビクターエンタテインメント、2007年7月25日。VICL-62442。